# Parque nacional Isla Santa Helena

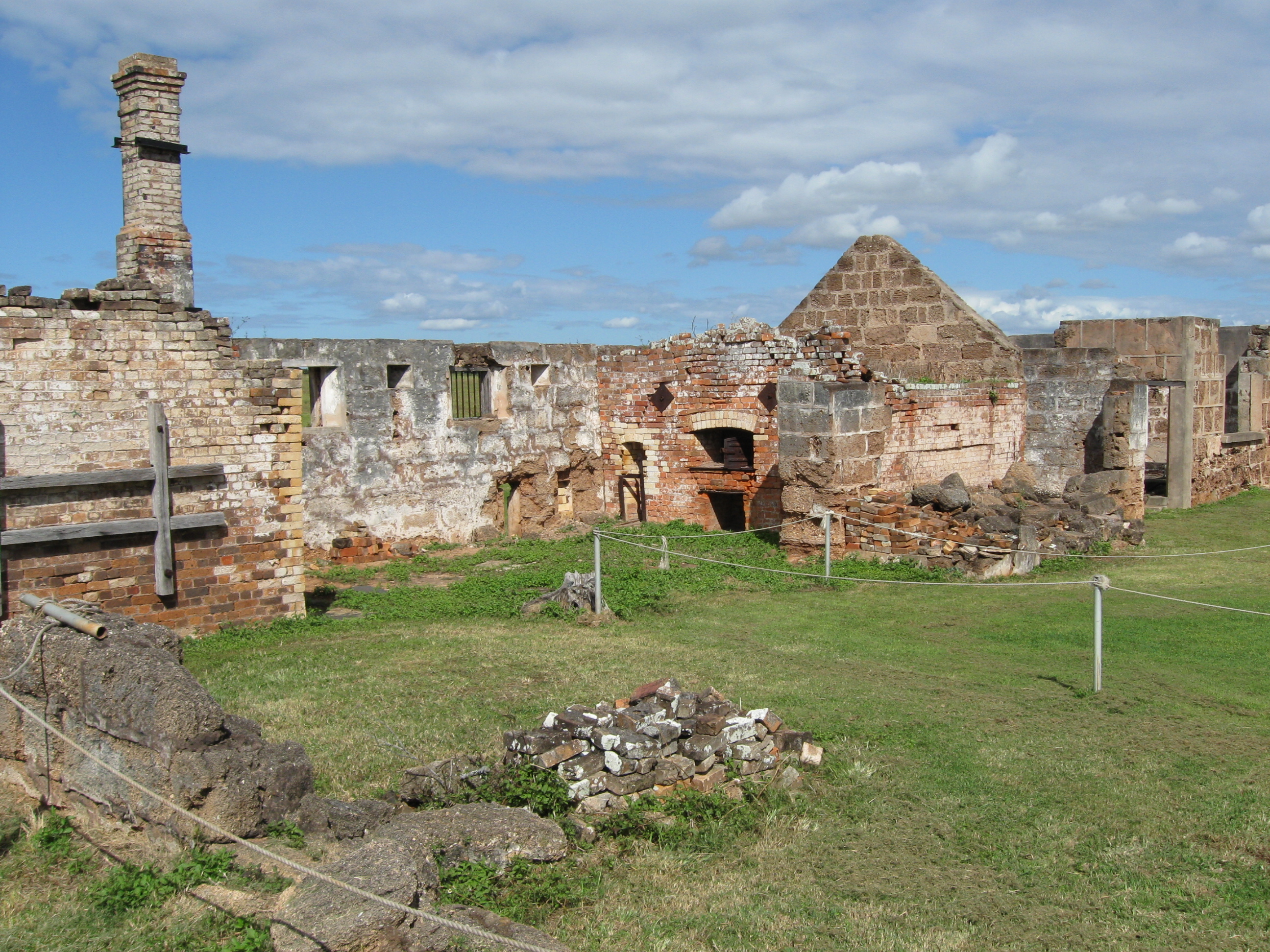
Vista de las áreas de carnicería y panadería en St Helena, Queensland, Australia

Isla St Helena es un parque nacional en Queensland (Australia), ubicado a 21 km al este de Brisbane, en la bahía Moreton. 

## Datos
- Área: 0,75 km²
- Coordenadas: 27°23′36″S 153°13′54″E / -27.39333, 153.23167
- Fecha de Creación: 1979
- Administración: Servicio para la Vida Salvaje de Queensland
- Categoría IUCN: II

Véase también: Zonas protegidas de Queensland
- Datos: Q2316148
- Multimedia: St Helena Island / Q2316148